# Jeepers Creepers 3
Jeepers Creepers 3 (alternativt skriven som Jeepers Creepers III) är en amerikansk skräckfilm från 2017, samt den tredje filmen i Jeepers Creepers-serien. Filmen hade biopremiär i USA den 26 september 2017. Filmen är skriven och regisserad av Victor Salva, som tidigare har skrivit och regisserat de två andra filmerna i serien. Bland rollerna syns återigen Jonathan Breck i rollen som The Creeper, samt Gina Philips i rollen som Trish Jenner (cameoroll).

## Handling
Filmens handling utspelar sig mellan den första och andra filmen. Polisinspektören Davis Tubbs och resten av hans arbetsteam planerar att sätta stopp för det otäcka monstret The Creeper, och samtidigt förgöra honom en gång för alla. Under tiden som The Creeper är ute och sprider skräck i ett litet jordbrukssamhälle, kommer Tubbs och hans team allt närmare sanningen om hans mystiska och mörka ursprung.

## Rollista (i urval)
- Jonathan Breck – The Creeper
- Stan Shaw – sheriff Dan Tashtego
- Meg Foster – Gaylen Brandon
- Brandon Smith – polisinspektör Davis Tubbs
- Gabrielle Haugh – Addison "Addi" Brandon
- Gina Philips – Patricia "Trish" Jenner (cameo)
- Joyce Giraud – vicesheriff Dana Lang
- Michael Papajohn – Frank